# Gunnebo
Cet article concerne la localité suédoise. Pour la société, voir Gunnebo (entreprise). Pour le manoir suédois, voir Château de Gunnebo.
Gunnebo est un village de la commune de Västervik dans le comté de Kalmar en Suède.